# Faramans (Isère)
Faramans ist eine französische Gemeinde mit 1.148 Einwohnern (Stand: 1. Januar 2022) im Département Isère in der Region Auvergne-Rhône-Alpes. Sie gehört zum Arrondissement Vienne, zum Kanton Bièvre und zum Gemeindeverband Bièvre Isère. Die Einwohner werden Faramantois genannt.

## Geografie
Die Gemeinde Faramans liegt im Westen des Plateau de Bièvre, 32 Kilometer südöstlich von Vienne. Umgeben wird Faramans von den Nachbargemeinden Bossieu im Norden, Penol im Osten und Südosten, Pajay im Süden sowie Pommier-de-Beaurepaire im Westen und Nordwesten.

## Bevölkerungsentwicklung
| Jahr                       | 1962 | 1968 | 1975 | 1982 | 1990 | 1999 | 2011 | 2021 |
| Einwohner                  | 541  | 528  | 515  | 614  | 679  | 734  | 963  | 1122 |
| Quellen: Cassini und INSEE |      |      |      |      |      |      |      |      |

## Sehenswürdigkeiten
- Kirche Saint-Joseph